# テレク・コサック軍

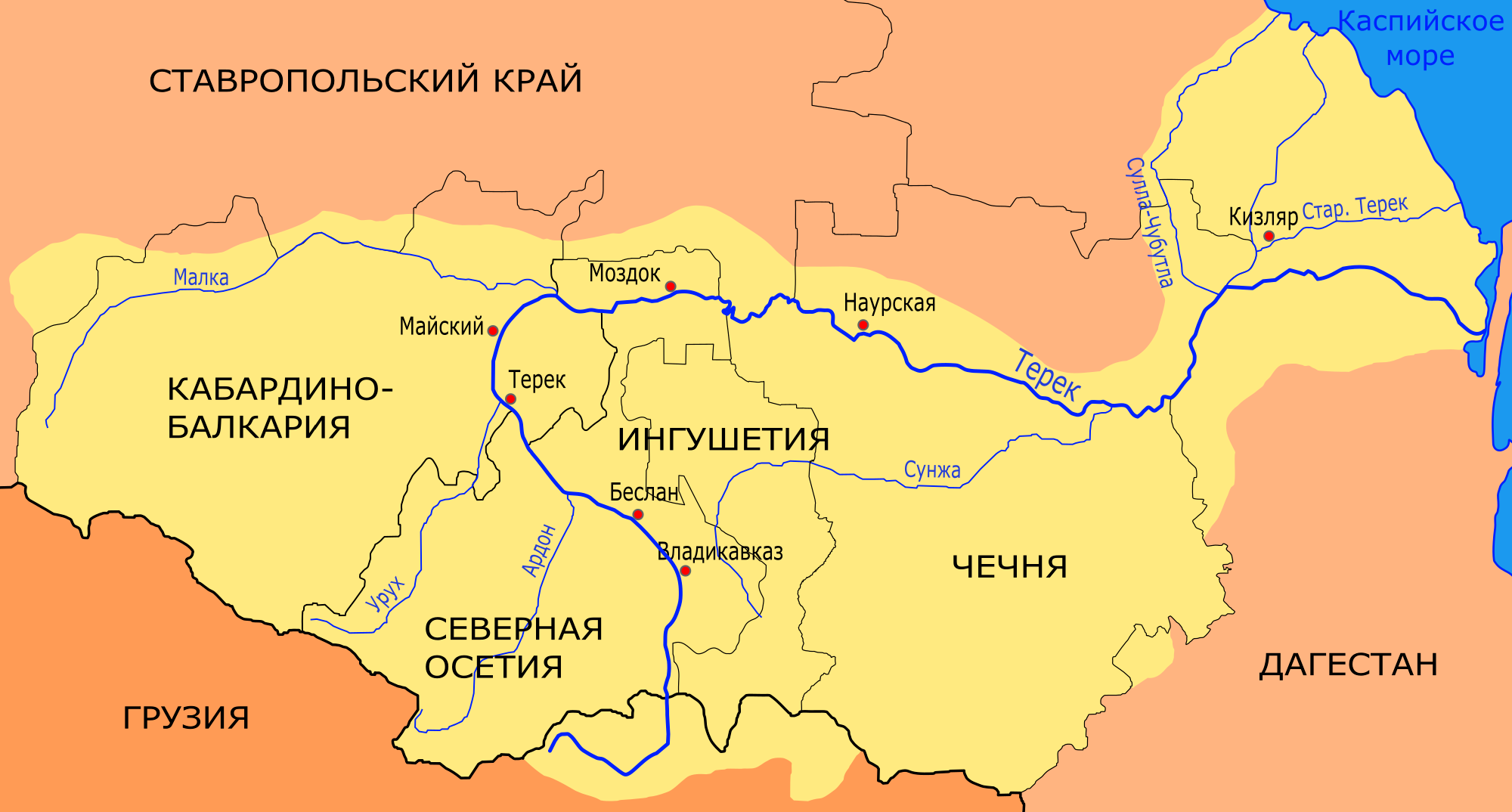
テレク川の流域。

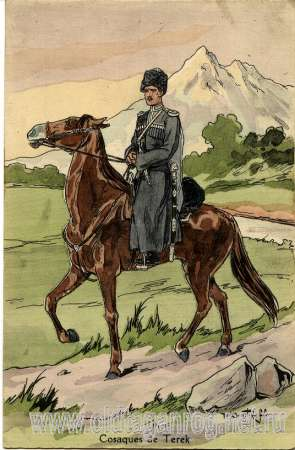
テレク・コサックの士官。

テレク・コサック軍（ロシア語: Те́рское каза́чье во́йско；ウクライナ語: Те́рське коза́цьке ві́йсько）は、1860年から1918年までテレク川の流域、テレク州に存在したロシア帝国のコサック軍の一つ。

## 概要
テレク・コサックの遠い祖先はグレブニャ・コサック（Гребенские казаки）と呼ばれるドン・コサックの一派であった。16世紀後半にこの一派はドン川から北カフカスを流れるスンジャ川へ移住した。1577年にグレブニャ・コサックはスンジャ川の河口にあったテレク要塞をクリミア・タタール人の攻撃から守りきったが、このことからこの年がテレク・コサック軍の正式な創立年とされている。しかし、当時はテレク・コサック軍だけでなく、テレク・コサック自体の概念も未だ存在していなかったので、これは伝説的な創立年である。
1712年にロシア帝国の政府がグレブニャ・コサックをテレク川へ移住させた。それ以後このコサックはテレク・コサックと呼ばれるようになった。
1722年にアグラハニ川とスラーク川に移住されたドン・コサックの一部から、アグラハニ・コサック軍（Аграханское казачье войско）が編成された。この軍は家族コサック軍（Семейное казачье войско）ともよばれた。
1735年には、テレク川の流域にはグレブニャ・コサック軍、家族コサック軍とキズリャル・コサック軍（Кизлярское казачье войско）という三つの軍団が存在した。グレブニャ・コサックと家族コサックはウクライナ人とロシア人によって構成されていたが、キズリャル・コサックはグルジア人・アルメニア人・タタール人などのカフカースの現地民が入っていた。18世紀半ばにこの諸軍は三つの連隊に改名された。
1780年代にロシア帝国はカフカース防衛線を築城し、その防衛線を警固するために現地のテレク・コサックを利用し、モズドク連隊・ヴォルガ連隊・山地連隊を編成した。
1806年にテレク川の流域にテレク州が設置され、当州の知事には特別カフカース軍団の総司令官が任命された。1832年にテレク・コサックの6つの連隊が、カフカース防衛線軍に加わった。以前この軍には1つのスンジャ連隊（1817年）と2つの小ロシア連隊（1831年、のちにウラジカフカス連隊に改名）が入った。
1860年にカフカス防衛線軍の廃止に伴い、テレク・コサック軍が創立された。軍にはヴォルガ連隊・山地＝モズドク連隊、スンジャ＝ウラジカフカス連隊とキズリャル＝グレブニャ連隊という4つの連隊が入った。テレク州は軍の駐屯地とされ、コサックの政治・行政の中心地はウラジカフカスに置かれた。コサックの任務は、ロシア帝国の任務は境界防備とカフカス地方における治安維持であった。
1905年にテレク州は4つのコサック管区と6つの民族管区に別れ、テレク・コサックの任命アタマンに当たるテレク州の知事によって統括された。テレク・コサック軍は約2,100,000ヘクタールの土地を所有し、その上413,000ヘクタールの農業地を使用していた。1916年に女・子供を含むコサック軍の総人口は約255,000人で、テレク州の人口の20％であった。
20世紀初頭から、平時にはテレク・コサック軍が義務を果たすために4つの騎兵連隊、2つの砲兵大隊、2つの親衛小隊と10の組、合わせて約5,000 人を国家に出していた。また、第一次世界大戦には12の騎兵連隊、2つの歩兵小隊、2つの砲兵大隊、2つの親衛百人隊、5つの予備百人隊と15の組、合わせて約18,000 人を出していた。ロシアによるカフカースの植民地化に大きく貢献したテレク・コサックは、カフカースの民族衣装を軍服をして着用することが許された。軍色は青色であった。
テレク・コサックは以下ほどの軍役に参陣した。
- 1817年〜1864年: カフカース戦争。
- 19世紀: 露土戦争。
- 1904年〜1905年: 日露戦争。
- 1914年〜1918年: 第一次世界大戦。

ボリシェヴィキ政権の確立に伴い、1918年にテレク・コサック軍は廃止された。1921年以降、共産主義政府によりコサックの多くは抹殺・流罪され、テレク州はコサックと戦ったカフカースの諸民族の自治区や自治共和国の間に分割された。
1936年にソ連軍は軍備拡張を狙い、赤軍や秘密警察の士官と反共産党運動に参加しなかったコサックから、テレク＝スタヴロポリ・コサック騎兵師団を編成した。しかしコサックの残党はソ連政権に敵意を抱いていたため、第二次世界大戦勃発後の1942年にドイツ軍がこの地に進駐すると積極的に協力した。

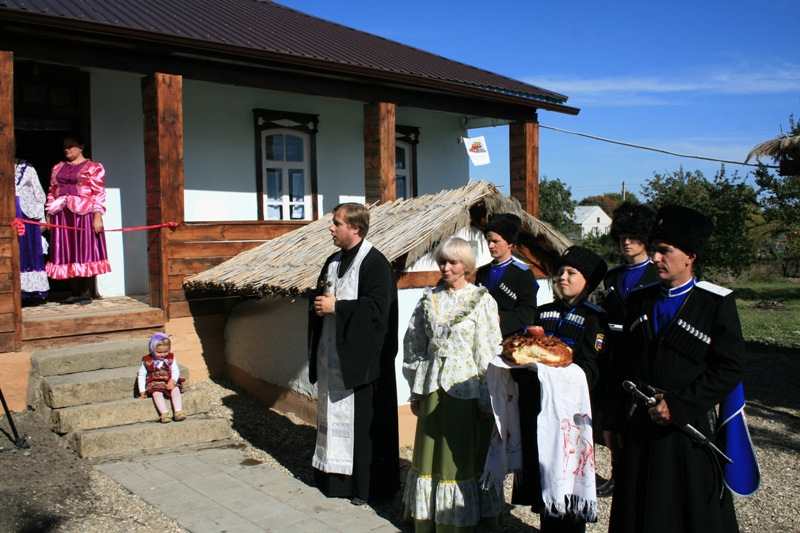
テレク・コサックの一家と聖職者

ソビエト連邦の崩壊以降、テレク・コサックの末裔を中心としてテレク・コサック軍の復興の動きが起き、二度にわたるチェチェン紛争（第一次・1994年 - 1996年、第二次・1999年 - 2009年）やロシア・グルジア戦争（2008年）などでは有志が従軍している。

## 文化
- コサックの子守歌